# Erasure
Erasure (englisch für ‚Löschung‘, ‚Tilgung‘, ‚Ausradierung‘) ist ein britisches Synthiepop-Duo, bestehend aus Vince Clarke und Andy Bell. Bisher verkauften Erasure über 25 Millionen Alben und hatten 40 Hitsingles.

## Bandgeschichte

### Vorgeschichte und Gründung von Erasure
Vince Clarke ist ein Synthesizer- und Sequenzer-Spezialist, der als Gründungsmitglied von Depeche Mode deren erste Hits komponierte (New Life, Just Can’t Get Enough). Bereits Ende 1981 verließ Clarke Depeche Mode wegen musikalischer Differenzen, um dann 1982 für eine kurze erfolgreiche Zeit mit Alison Moyet zum Duo Yazoo zusammenzufinden. Der erste Hit von Yazoo war das mehrfach gecoverte Only You, das Vince Clarke noch für Depeche Mode geschrieben hatte, das von den anderen aber abgelehnt worden war. Nach zwei Alben und einigen erfolgreichen Singles (Don’t Go, Situation, Nobody’s Diary) wurde Yazoo wegen persönlicher Differenzen aufgelöst.
Es folgte noch 1983 das Projekt The Assembly mit dem Tontechniker Eric Radcliffe. In dieser Zusammenarbeit sollte ein Album mit zehn unterschiedlichen Titeln und zehn verschiedenen Sängern eingespielt werden. Es kam jedoch nur zu der Single Never, Never mit dem Sänger Feargal Sharkey. Nach einer weiteren kurzlebigen Zusammenarbeit 1985 mit dem Sänger Paul Quinn (und der Single One Day) wollte Vince Clarke ein längerfristiges Projekt in Angriff nehmen. Über eine Anzeige im Magazin Melody Maker suchte er einen Sänger. Der letzte von etwa vierzig Bewerbern war der damals 20 Jahre alte Andy Bell. 1985 war Bell mit Pierre Cope Mitglied des Projekts Dinger, das die Single Air of Mystery aufnahm.
Andy Bell entsprach genau Clarkes Vorstellungen: Clarke hielt sich als eher introvertierter Klangbastler im Hintergrund, während Bell auf der Bühne eine eher außergewöhnliche Show präsentierte: glamourös bis trashig mit einer mehrere Oktaven umfassenden und bis ins Falsett hinaufreichenden Stimme. In dieser Mischung zeigen sie bis heute für Synthie-Pop-Musiker außergewöhnliche und spektakuläre Live-Shows. Ein Zeitungsbericht umschrieb die Konzeption der Liveshows einmal folgendermaßen: „Was in irgendeiner Weise als geschmacklos angesehen werden könnte, wird dankbar ins Konzept aufgenommen.“ Der Name der Band stammt aus dem Film The Razor’s Edge mit Bill Murray in der Hauptrolle.

### Aufstieg zu einem der erfolgreichsten Popduos

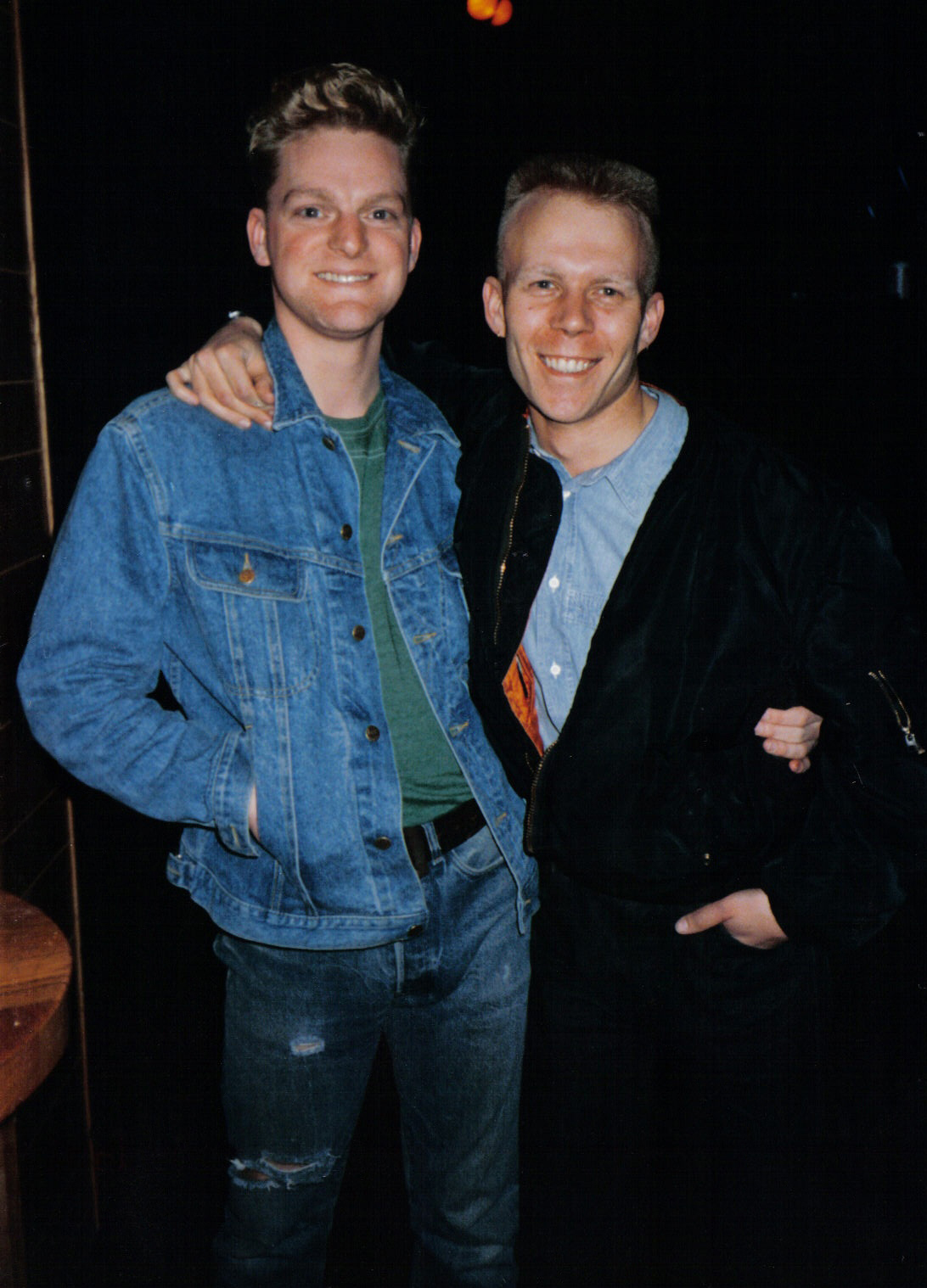
Erasure, 1986

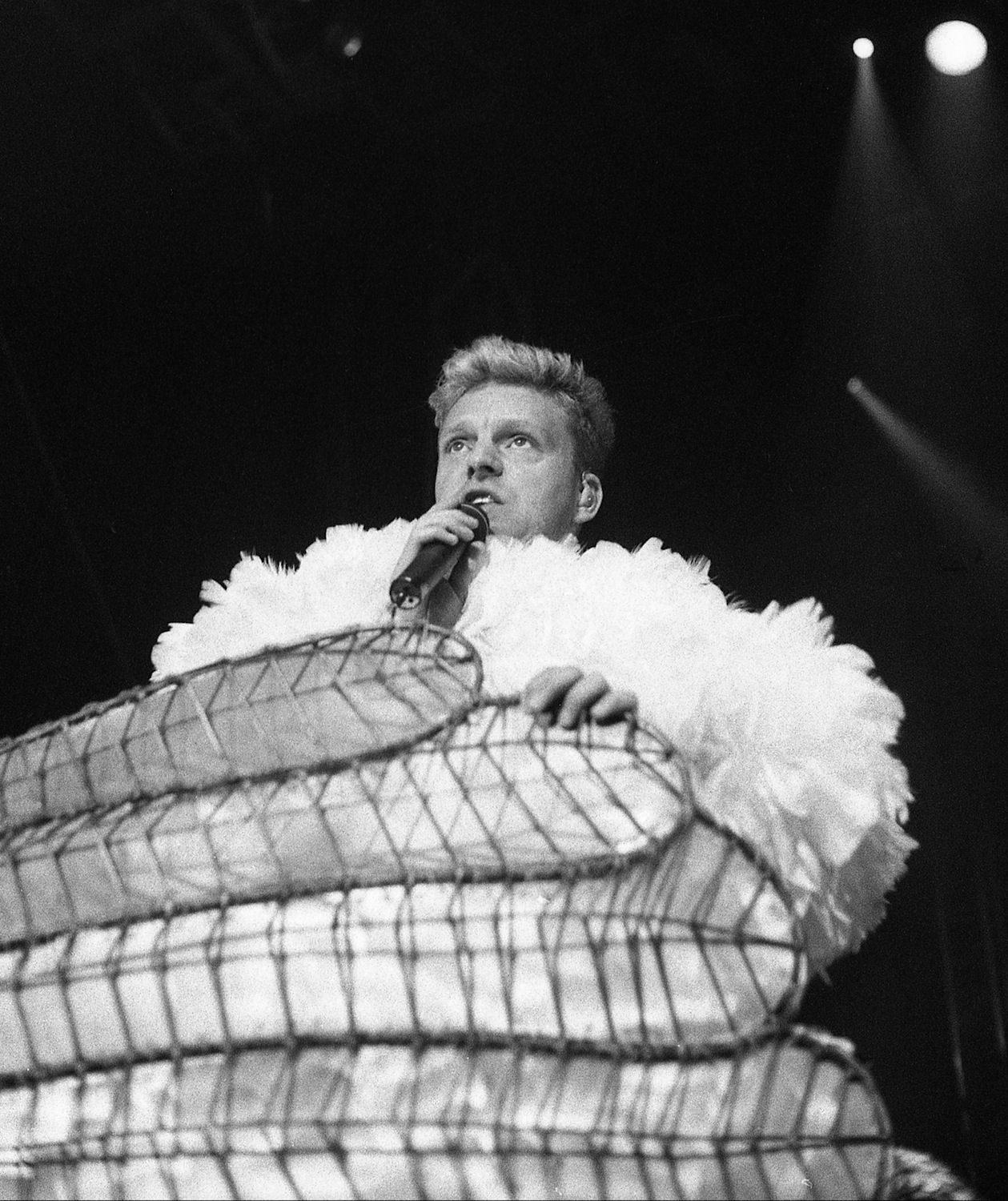
Andy Bell (Erasure), Magdeburg, 1992

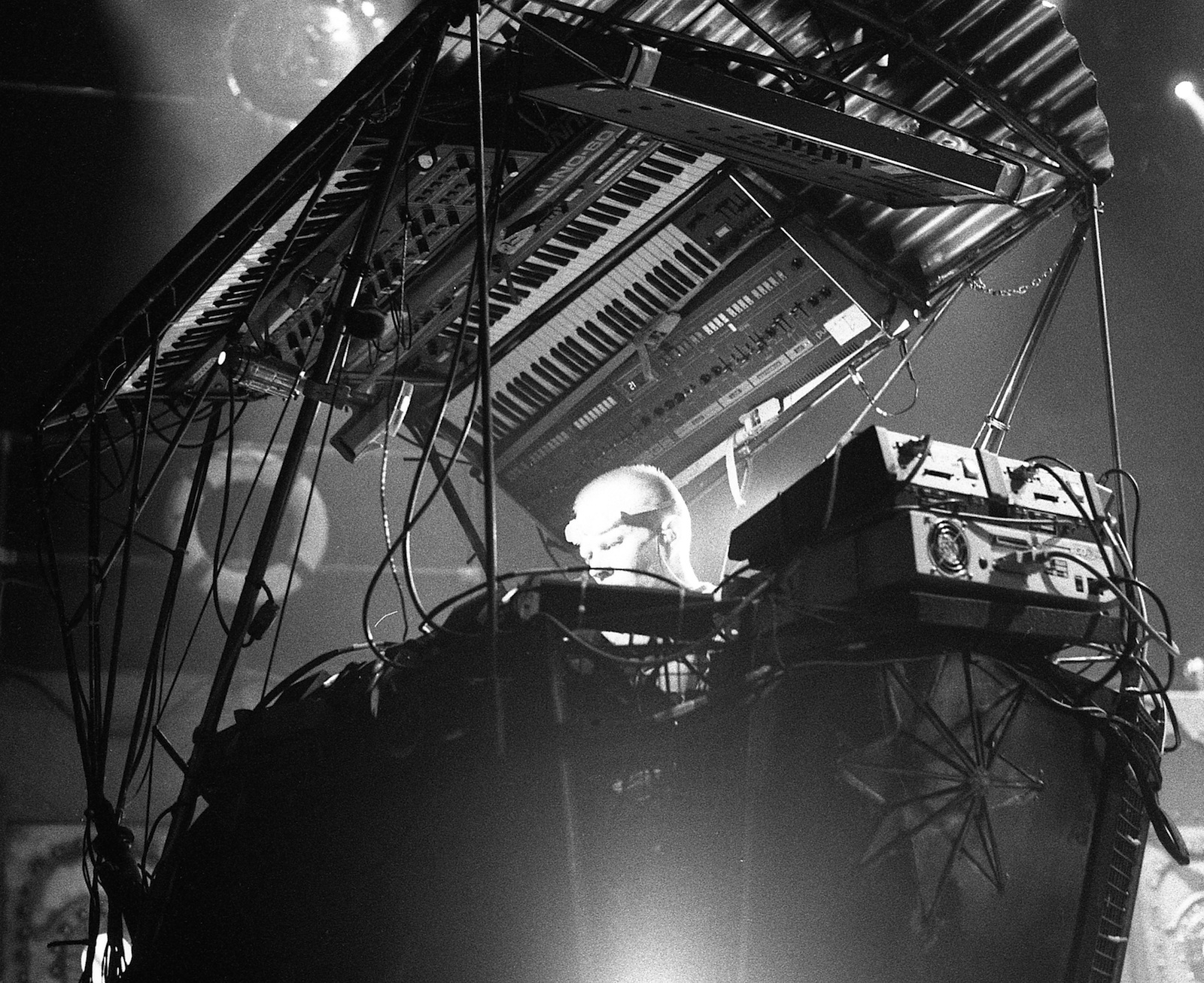
Vince Clarke (Erasure), Magdeburg, 1992

Das Duo veröffentlichte 1985 seine erste Single Who Needs Love Like That, ein kleiner Diskothekenerfolg. Der erste Hit war Oh L’amour, ebenfalls eine Auskoppelung aus dem ersten Album Wonderland (1986). In Europa war die Single vor allem in Deutschland und Frankreich erfolgreich, in Südafrika (Platz 2) und Singapur (Platz 3) kam Erasure sogar erstmals in die Top Ten.
Erasures erster kommerzieller großer Hit war die vierte Single Sometimes, mit dem sie es 1986 jeweils bis auf Platz 2 der britischen und deutschen Charts brachten. Victim of Love erreichte 1987 Platz 1 der US Dance Charts. Das zweite ebenfalls von Flood produzierte Album The Circus (1987), aus dem diese Singles ausgekoppelt waren, verkaufte sich nun wesentlich besser.
Die nachfolgenden fünf Alben The Innocents (1988), Wild! (1989), Chorus (1991), Pop! The First 20 Hits (1992) und I Say I Say I Say (1994) kamen in Großbritannien alle auf Platz 1, so dass Erasure bereits 1992 als eine der erfolgreichsten britischen Bands überhaupt galten. Das von Stephen Hague produzierte Album The Innocents sowie die Kompilation Pop! wurden im Vereinigten Königreich mit Dreifach-Platin ausgezeichnet. Für Chorus wurden verstärkt monophone Synthesizer eingesetzt. Ausgekoppelt wurden aus diesen Alben internationale Hit-Singles wie Ship of Fools, A Little Respect, Blue Savannah, Chorus, Love to Hate You und Always. Neben ihrer britischen Heimat wurde Erasure besonders in Skandinavien und Südamerika sehr populär. So erreichte beispielsweise Chorus Platz 1 in Argentinien und Love to Hate You und Always erschienen dann auch in spanischer Sprache, Amor Y Odio und Siempre.
Die EP Crackers International mit dem Hit Stop! erreichte 1988 Platz 2 der UK-Single-Charts. Die ABBA-esque EP, auf der sie die ABBA-Hits Lay All Your Love on Me, SOS, Take a Chance on Me und Voulez-Vous coverten, erreichte 1992 Platz 1 der Singlecharts im Vereinigten Königreich und Platz 2 in Deutschland. Erasure eröffneten damit einen neuen ABBA-Boom.
Die „Wild!“-Tour 1989/90 wurde zu einem zehn Monate langen weltweiten Erfolgszug, ihr Abschluss war das Konzert „Milton Keynes Bowl“ am 1. September 1990, vor über 60.000 Besuchern und mehr als zwei Millionen Zuhörern der Liveübertragung des Radiosenders BBC 1. Höhepunkt der bisherigen Touren wurde jedoch die „Phantasmagorical Entertainment“-Show 1992 mit vielen Kostümwechseln, Tänzern und verschiedenen Bühnenbildern, in der Andy Bell unter anderem in einem Schwan auf die Bühne fuhr. Sie wurde ebenfalls ein großer Erfolg und alle Konzerte waren ausverkauft.

### Krise und Comeback
Nach dem noch sehr populären von Martyn Ware produzierten Album I Say I Say I Say (1994) brachten sie mehrere kommerziell weniger bis kaum erfolgreiche Alben heraus. Das Album Erasure (1995) führte weg von den radiotauglichen 3-Minuten-Uptempo-Nummern hin zu Balladen mit verspielten Ambientklängen und ausufernden Instrumentalpassagen. Die Single In My Arms aus dem Album Cowboy erreichte dann immerhin 1997 Platz 2 der US Dance Charts. Das nächste, erstmals wieder von Flood produzierte Album Loveboat, das mit Akustikgitarren und Hip-Hop-Beats aufwartete, wurde dann aber 2000 in Nordamerika nicht einmal vertrieben.
Von 1999 bis 2001 wurden nach und nach alle Erasure-Singles von 1986 bis 1992 samt Remixes und B-Seiten auf vier Box-Sets veröffentlicht. Die ersten vier Box-Sets sind jedoch mittlerweile nicht mehr erhältlich. 2001 „ehrte“ die US-Fernsehserie Scrubs – Die Anfänger in der dritten Folge der ersten Staffel (My Best Friend’s Mistake, dt.: „Meine Kunstfehler“) den Erasure Hit A Little Respect. Das Stück wird immer wieder aufgegriffen, teilweise von Seriencharakteren selbst interpretiert. Im selben Jahr nahmen Wheatus eine erfolgreiche Coverversion von A Little Respect auf. Damals begann der Hit nun Sometimes als Signature Song der Band abzulösen und noch heute wird A Little Respect regelmäßig als letztes Lied auf Konzerten gesungen.
Mit einer Adaption des Peter-Gabriel-Hits Solsbury Hill schaffte es auch Erasure selbst 2003 wieder in die Playlist der Radios und Musikkanäle, was wiederum höhere Verkaufszahlen bescherte. Die Single, das nachfolgende Album Other People’s Songs (ausschließlich mit Coverversionen bestückt) und die anschließenden Konzerte waren gefragt wie lange nicht. 2003 schließlich brachten Erasure mit ihrem Best-of-Album Hits! The Very Best Of Erasure ihre alten und neuen Hits mit allein in Großbritannien 100.000 verkauften Exemplaren (hierfür gab es eine Goldene Schallplatte) wieder ins Gedächtnis der Hörer. Eine DVD mit allen Musik-Videos des Duos zeigt dabei einen Überblick über den Hit-Katalog von Clarke und Bell.
Mit der Singleauskopplung Breathe aus dem nächsten Album Nightbird erreichten Erasure 2005 wieder Platz 1 der US Dance Charts und Platz 4 der Charts in Großbritannien und konnten so an ihre zurückliegenden Erfolge anknüpfen. Selbst Musikkritiker konnten sich, nachdem Erasure einige Jahre von ihnen überwiegend Häme geerntet hatten, für diese Platte wieder erwärmen. Auf der umfangreichen Tour zum Album wurde zudem jedes Konzert aufgezeichnet und etwa eine halbe Stunde nach Konzertende auf CD zum Kauf angeboten. So hatten die Fans ein Livealbum ihres „eigenen“ Konzerts. Von der Show in Köln ist ebenfalls eine DVD erhältlich.
Am 31. März 2006 wurde das Akustikalbum Union Street zusammen mit der Single Boy in Deutschland veröffentlicht. Für dieses Album wurden keine neuen Tracks eingespielt, sondern bisher größtenteils nicht als Singleauskopplung veröffentlichte Albumtitel aus den Jahren 1987 bis 2000 ausgewählt. Diese wurden in einem Studio in New York mit den Musikern Steve Walsh und Jill Walsh neu arrangiert. Auf ihrer Tour im April 2006 waren zwei ausverkaufte Konzerte in Hamburg und Berlin zu sehen.

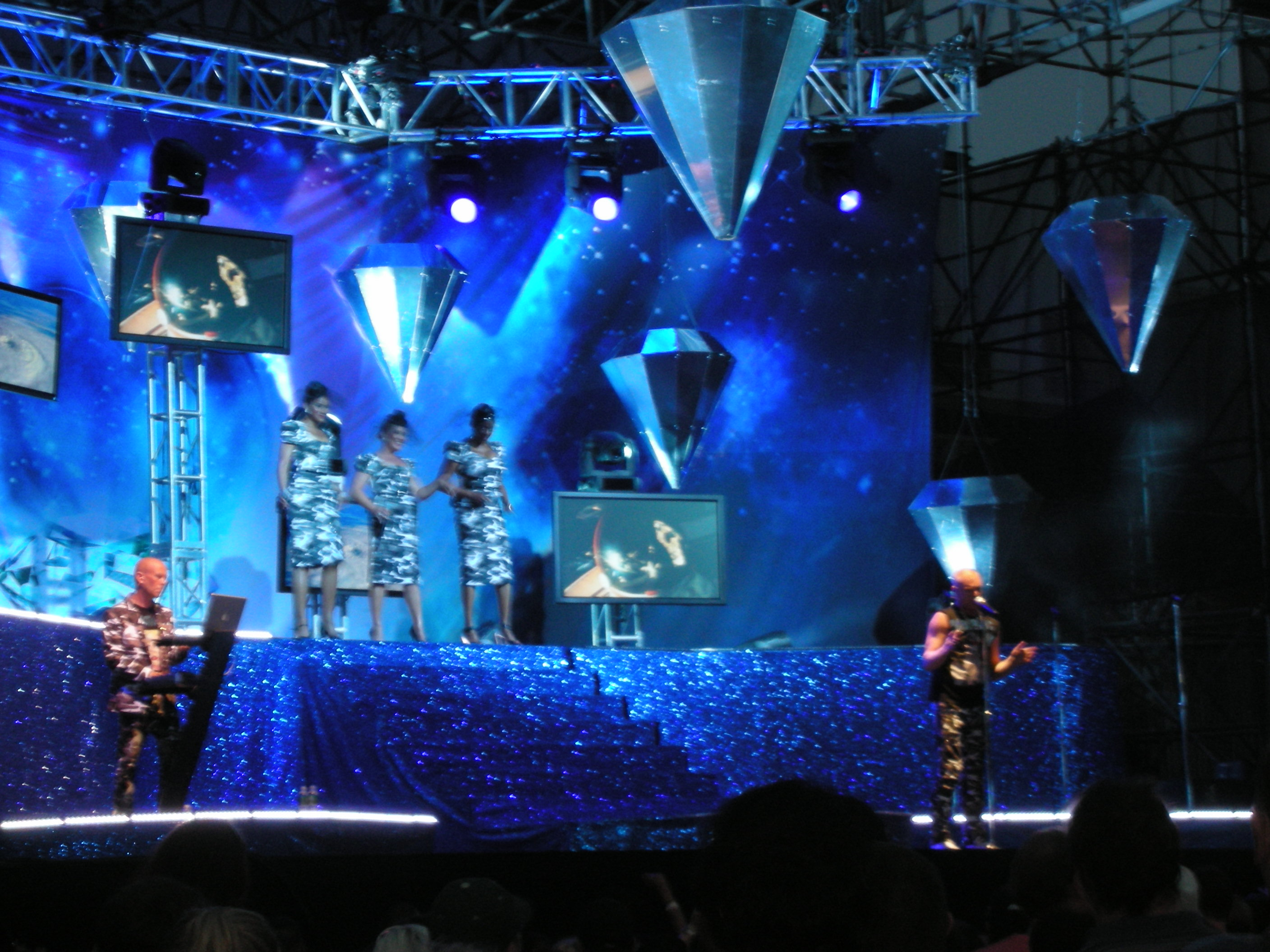
Erasure in Brooklyn, 2007

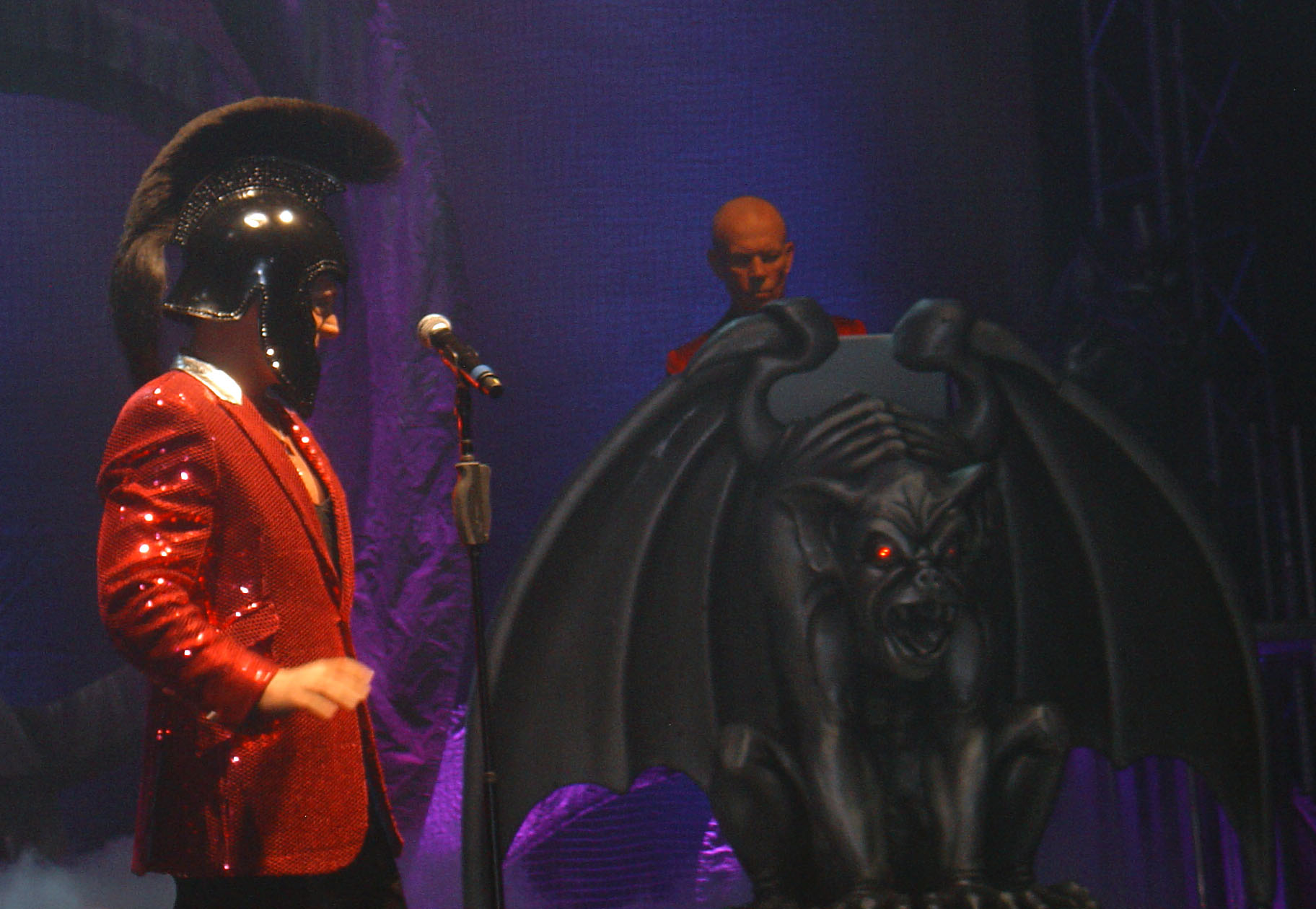
Erasure in Dresden, 2011

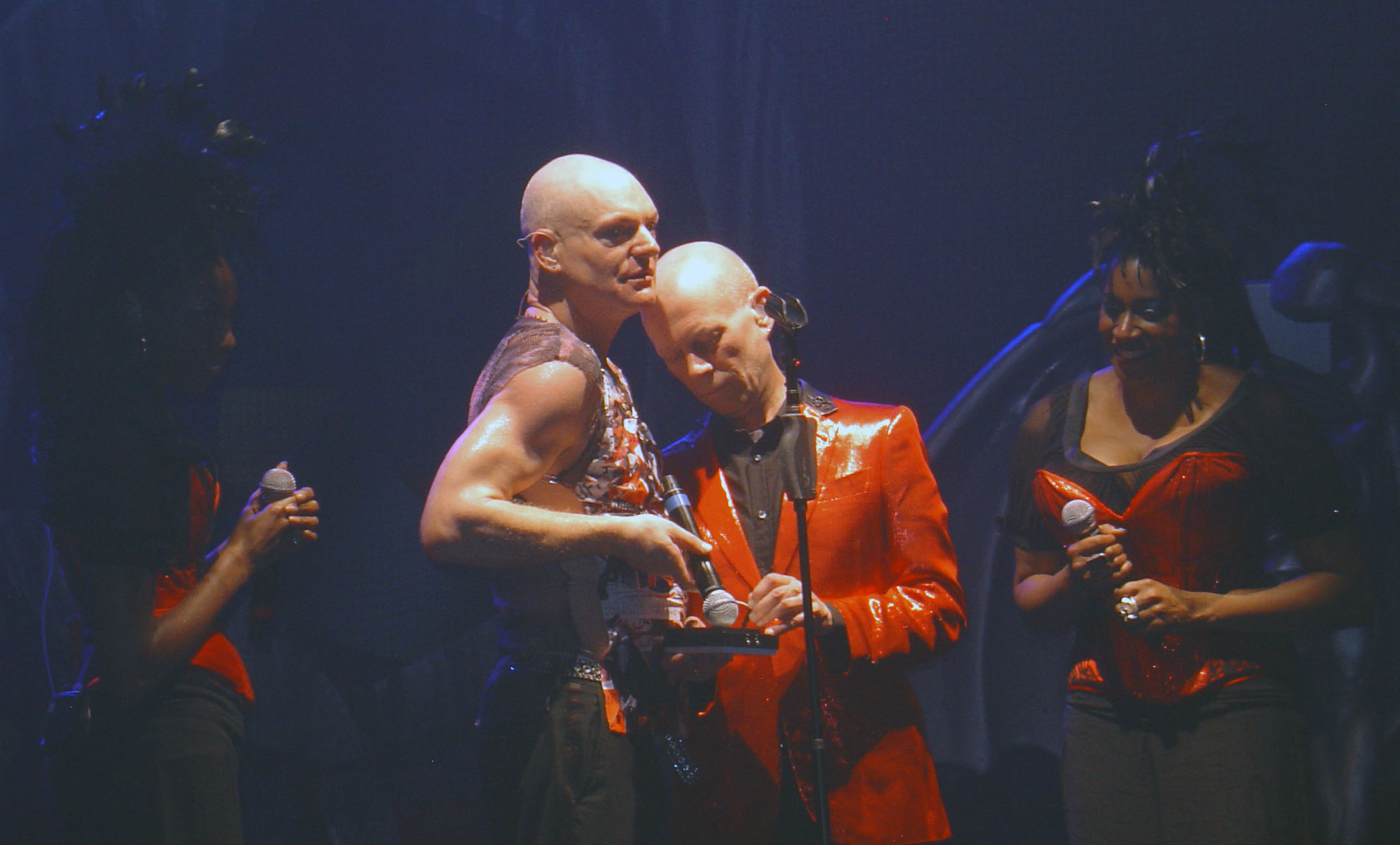
Erasure, 2011

Im Mai 2007 erschien das Album Light at the End of the World, die erste Single-Auskopplung daraus, I Could Fall in Love with You, die Platz 7 der US Dance Charts erreichte, am 30. März 2007. Im Sommer 2007 nahmen Erasure zusammen mit Cyndi Lauper und Debbie Harry an der True Colors Concert Tour zu Gunsten der Human Rights Campaign teil. Im Spätsommer bzw. Herbst 2007 fand eine Europa-Tour statt, die die Band auch wieder nach Deutschland führte.

### Nach dem Comeback
Nachdem sich Erasure nun wieder zurück in die Charts gespielt hatten, sahen sie die kommerziellen Aspekte noch entspannter, nachdem sie bereits vorher erklärt hatten, das Best-of-Album von 2003 wäre nur auf Druck der Plattenfirma veröffentlicht worden. Auskopplungen aus den weiterhin regelmäßig veröffentlichten Alben wurden seltener und weniger beworben. Konzerte wurden dagegen wieder häufiger gegeben, sowohl in Europa als auch in Amerika. Am 20. Februar 2009 erschien, in Anlehnung an das 1992 veröffentlichte Album Pop! The First 20 Hits, gleichwohl zunächst die neue Kompilation Total Pop! The First 40 Hits, eine Doppel-CD Kollektion der ersten 40 Singles.
Der kommerzielle Niedergang dagegen, der durch die Plattenkrise allerdings noch verstärkt wurde, führte dazu, dass bisher alle neuen Alben der Gruppe zwar noch kurzzeitig in den Charts auftauchten, in Großbritannien teilweise sogar in den Top Ten, aber abgesehen von den US Dance Charts keine der neuen Singles. Eine solide internationale Fangemeinde ermöglicht es Erasure jedoch, seine Aktivitäten aufrechtzuerhalten, indem es sich auf die Tourneen, Online-Verkäufe sowie die Urheberrechte verlässt, die mit dem umfangreichen Katalog vergangener Erfolge verbunden sind.
Im August 2009 wurde eine Reihe Remixe, die bisher überwiegend nur für DJs unter dem Namen Erasure Club zugänglich waren, auf einer Compilation-CD namens Erasure Club veröffentlicht.
2009 feiert das Album The Innocents 21-jähriges Jubiläum. Aus diesem Anlass gibt es seit 26. Oktober 2009 die CD The Innocents 21st Anniversary Edition bei der das Material digital überarbeitet wurde. Als Vorläufer der Jubiläums-CD wurde die Phantom Bride-EP mit neuen Remixen von Phantom Bride und anderen Liedern veröffentlicht.
Seit Anfang Oktober 2009 waren Andy und Vince in New York und arbeiteten an Material für ein neues Album. Am 30. September 2011 erschien das vierzehnte Studioalbum Tomorrow’s World, das von Frankmusik produziert und mit der neuen Single When I Start To (Break It All Down) angekündigt wurde. Das Album erreichte Platz 29 in den englischen Charts, Platz 35 in Deutschland und Platz 61 in den USA. Die Single Be with You erreichte Platz 7 der US Dance Charts. 2011 waren Erasure auf Welttournee und spielten unter anderem erstmals in Russland. Außerdem spielten sie nach 1997 wieder fünf Konzerte in Brasilien und zwei Konzerte in Argentinien.
Am 11. November 2013 erschien das Weihnachtsalbum Snow Globe, das sowohl Cover von klassischen Weihnachtsliedern als auch neue eigene Kompositionen enthält. Als Singles wurden Gaudete und Make It Wonderful ausgekoppelt.
Am 22. September 2014 veröffentlichten Erasure einen weiteren Longplayer: The Violet Flame. Aufgenommen wurde das Album in New York und London, als Produzent fungierte der Brite Richard Philips aka Richard X. 2015 erschien eine weitere Compilation Always – The Very Best of Erasure, die Platz 9 der britischen Charts erreichte, im Jahr darauf gefolgt von From Moscow to Mars, ein karriereumspannendes Box-Set zum dreißigjährigen Bestehen von Erasure.
Im November 2016 wurde bekannt, dass Erasure 2017 während der „The Heavy Entertainment Show“-Tour von Robbie Williams als Vorgruppe auftreten werden. Im Mai 2017 erschien das Album World Be Gone, mit der ersten Single Love You to the Sky, die schon im März zum Download veröffentlicht wurde. Das Album kam in den Charts in Großbritannien auf Position 6. Nach wie vor wurden meist analoge Synthesizer eingesetzt, während auf der Tour dagegen Logic und Soft-Synths verwendet werden. Im März 2018 erschien noch das Album World Beyond wie angekündigt, eine Neueinspielung von World Be Gone in einem post-klassischen Gewand. Es wurde in nur zehn Tagen von Andy Bell und sieben Musikern des in Brüssel beheimateten „Echo Collectives“ eingespielt. Damit stieg Erasure dann gleich im März 2018 erstmals auf dem ersten Platz der Classical Albums und Classical Crossover Albums Charts von Billboard ein.

### Neueste Veröffentlichungen
Am 21. August 2020 wurde das neue Album The Neon veröffentlicht, aus der die im Juni veröffentlichte Single Hey Now (Think I Got a Feeling) stammt. Das Album erreichte Platz 4 der britischen Charts und kam in Deutschland auf Platz 11. Im Mai 2021 kündigte Erasure die Veröffentlichung von Secrets an, einer neuen Single, die als One-Track-Stream oder Download vor dem neuen Album The Neon Remixed erhältlich ist. Das Album, ein Zwei-Disc-Set von Remixen ihres 18. Albums, wurde am 30. Juli veröffentlicht und enthielt auch die Single Secrets. Es landete im August 2021 auf Platz 33 der britischen Albumcharts und wurde Erasures nächster Hit in den britischen Charts. Am 1. Oktober 2021 erschien als CD, limitierte violette Kassette und digital die EP Ne:EP, eine fünf Stücke starke Begleiterin des letzten Albums The Neon, vier neue Tracks teilen sich den Platz mit dem Remix des Albumstücks Secrets.  Erasure gab dann im Juni 2022 bekannt, dass der letzte Teil ihres „The Neon“-Projekts ein Album mit dem Titel Day-Glo – Based On A True Story sein werde, das am 12. August erschien.
Danach wurden Soloalben von Clarke (Songs of Silence) und Bell (Ten Crowns) veröffentlicht und für ihr 40-jähriges Jubiläum 2025 wurde ein neues Erasure Album angekündigt, wobei seit 2024 von beiden bereits unabhängig voneinander an neuem Material gearbeitet wurde.

## Diskografie
Studioalben

| Jahr | Titel                           | Höchstplatzierung, Gesamtwochen, AuszeichnungChartplatzierungen (Jahr, Titel, Platzierungen, Wochen, Auszeichnungen, Anmerkungen) | Höchstplatzierung, Gesamtwochen, AuszeichnungChartplatzierungen (Jahr, Titel, Platzierungen, Wochen, Auszeichnungen, Anmerkungen) | Höchstplatzierung, Gesamtwochen, AuszeichnungChartplatzierungen (Jahr, Titel, Platzierungen, Wochen, Auszeichnungen, Anmerkungen) | Höchstplatzierung, Gesamtwochen, AuszeichnungChartplatzierungen (Jahr, Titel, Platzierungen, Wochen, Auszeichnungen, Anmerkungen) | Höchstplatzierung, Gesamtwochen, AuszeichnungChartplatzierungen (Jahr, Titel, Platzierungen, Wochen, Auszeichnungen, Anmerkungen) | Anmerkungen                                                |
| Jahr | Titel                           | DE | AT | CH | UK | US | Anmerkungen                                                |
| ---- | ------------------------------- | --- | --- | --- | --- | --- | ---------------------------------------------------------- |
| 1986 | Wonderland                      | DE20 (10 Wo.)DE | — | — | UK71 (7 Wo.)UK | — | Erstveröffentlichung: 2. Juni 1986                         |
| 1987 | The Circus                      | DE16 (14 Wo.)DE | — | CH9 (6 Wo.)CH | UK6 Platin · (107 Wo.)UK | US190 (3 Wo.)US | Erstveröffentlichung: 30. März 1987 Verkäufe: + 300.000    |
| 1988 | The Innocents                   | DE8 (20 Wo.)DE | — | CH15 (8 Wo.)CH | UK1 ×2Doppelplatin · (78 Wo.)UK                                                                                                   | US49 Platin · (48 Wo.)US | Erstveröffentlichung: 18. April 1988 Verkäufe: + 1.600.000 |
| 1989 | Wild!                           | DE16 (15 Wo.)DE | — | CH24 (3 Wo.)CH | UK1 ×2Doppelplatin · (48 Wo.)UK                                                                                                   | US57 (23 Wo.)US | Erstveröffentlichung: 16. Oktober 1989 Verkäufe: + 600.000 |
| 1991 | Chorus                          | DE15 (36 Wo.)DE | AT5 (23 Wo.)AT | CH21 (3 Wo.)CH | UK1 Platin · (25 Wo.)UK | US29 (17 Wo.)US | Erstveröffentlichung: 14. Oktober 1991 Verkäufe: + 300.000 |
| 1994 | I Say I Say I Say               | DE6 (21 Wo.)DE | AT2 (15 Wo.)AT | CH17 (11 Wo.)CH | UK1 Gold · (16 Wo.)UK | US18 (17 Wo.)US | Erstveröffentlichung: 16. Mai 1994 Verkäufe: + 100.000     |
| 1995 | Erasure                         | DE87 (5 Wo.)DE | AT33 (2 Wo.)AT | — | UK14 Silber (Re-Release) · (6 Wo.)UK                                                                                              | US82 (3 Wo.)US | Erstveröffentlichung: 24. Oktober 1995 Verkäufe: + 60.000  |
| 1997 | Cowboy                          | DE34 (5 Wo.)DE | AT27 (3 Wo.)AT | — | UK10 (4 Wo.)UK | US43 (8 Wo.)US | Erstveröffentlichung: 31. März 1997                        |
| 2000 | Loveboat                        | DE48 (2 Wo.)DE | — | — | UK45 (2 Wo.)UK | — | Erstveröffentlichung: 23. Oktober 2000                     |
| 2003 | Other People’s Songs            | DE17 (10 Wo.)DE | — | — | UK17 (3 Wo.)UK | US138 (1 Wo.)US | Erstveröffentlichung: 27. Januar 2003                      |
| 2005 | Nightbird                       | DE22 (5 Wo.)DE | — | — | UK27 (2 Wo.)UK | US154 (1 Wo.)US | Erstveröffentlichung: 25. Januar 2005                      |
| 2007 | Light at the End of the World   | DE42 (1 Wo.)DE | — | — | UK29 (2 Wo.)UK | US127 (1 Wo.)US | Erstveröffentlichung: 21. Mai 2007                         |
| 2011 | Tomorrow’s World                | DE35 (1 Wo.)DE | — | — | UK29 (2 Wo.)UK | US61 (1 Wo.)US | Erstveröffentlichung: 3. Oktober 2011                      |
| 2013 | Snow Globe                      | DE100 (1 Wo.)DE | — | — | UK49 (1 Wo.)UK | — | Erstveröffentlichung: 11. November 2013                    |
| 2014 | The Violet Flame                | DE41 (1 Wo.)DE | — | — | UK20 (2 Wo.)UK | US48 (1 Wo.)US | Erstveröffentlichung: 22. September 2014                   |
| 2017 | World Be Gone                   | DE28 (1 Wo.)DE | — | CH69 (1 Wo.)CH | UK6 (1 Wo.)UK | US137 (1 Wo.)US | Erstveröffentlichung: 19. Mai 2017                         |
| 2020 | The Neon                        | DE11 (3 Wo.)DE | AT49 (1 Wo.)AT | — | UK4 (2 Wo.)UK | — | Erstveröffentlichung: 21. August 2020                      |
| 2022 | Day-Glo (Based on a True Story) | DE13 (1 Wo.)DE | — | CH100 (1 Wo.)CH | UK29 (1 Wo.)UK | — | Erstveröffentlichung: 12. August 2022                      |

## Auszeichnungen (Auswahl)
Brit Awards
- 1989: in der Kategorie „British Group“

RSH-Gold
- 1993: in der Kategorie „Idee des Jahres“ (ABBA Esque)[11]

Goldene Europa
- 1994: für Always